# Gerő Katalin (pedagógus)
Gerő Katalin, Grün Katalin (Hévízgyörk, 1853 – Budapest, Terézváros, 1944. május 29.) magyar pedagógus, író, árvaház-igazgató, Gerő Károly színműíró nővére. Alakját több író és költő is megörökítette műveiben.

## Munkássága
Zsidó családban született, Grün Lipót és Breuer Zsófia gyermeke. Édesanyja korán meghalt, édesapja később újra megházasodott, de Katalin és testvérei nem tudtak megbarátkozni mostohaanyjukkal, ezért az 1870-es években Budapestre költöztek. Katalin varrónő lett és eleinte ebből a munkából tartotta fenn magát és testvéreit. Öccse, Gerő Károly jogot végzett és emellett népszínműveket írt, kora neves színműírója volt. Az ő kapcsolata révén lett Katalin 1898-ban a Pesti Izraelita Nőegylet leányárvaházának igazgatónője. Ezt a tisztségét a fenntartók teljes megelégedettségére 1927-ig, 74 éves koráig töltötte be aktívan. Ekkor neveztek ki mellé igazgatóhelyettest, de Gerő Katalin továbbra is az „örökös igazgatónő” címet viselhette. Közben, az 1900-as évek elején tanítónői oklevelet szerzett. 1929-ben a Nőegylet nyugalomba helyezte és „kiváló érdemei elismeréseül” a választmány tagjává választotta.
Az árvaház igazgatása mellett a század elejétől más közéleti szerepeket is vállalt: választmányi tagja volt a Magyar Gyermektanulmányi Társaságnak, az Országos Gyermekvédő Egyesületnek, igazgató választmányi tagja a Magyar Hölgykoszorúnak, rendes tagja a Magyar Úrinők Egyesületének.
Áldozatos tevékenysége családja érdekében, nehéz, de szép és tartalmas élete Kiss József költőt 1883-ban Mese a varrógépről című elbeszélő költeményének megírására ihlette, Benedek Elek pedig Katalin című leányregényében Gerő Katalin életének első évtizedeit meséli el. Kiterjedt levelezésének megmaradt anyagait a budapesti Zsidó Múzeum őrzi.
Sírja a Kozma utcai izraelita temetőben található.

## Művei

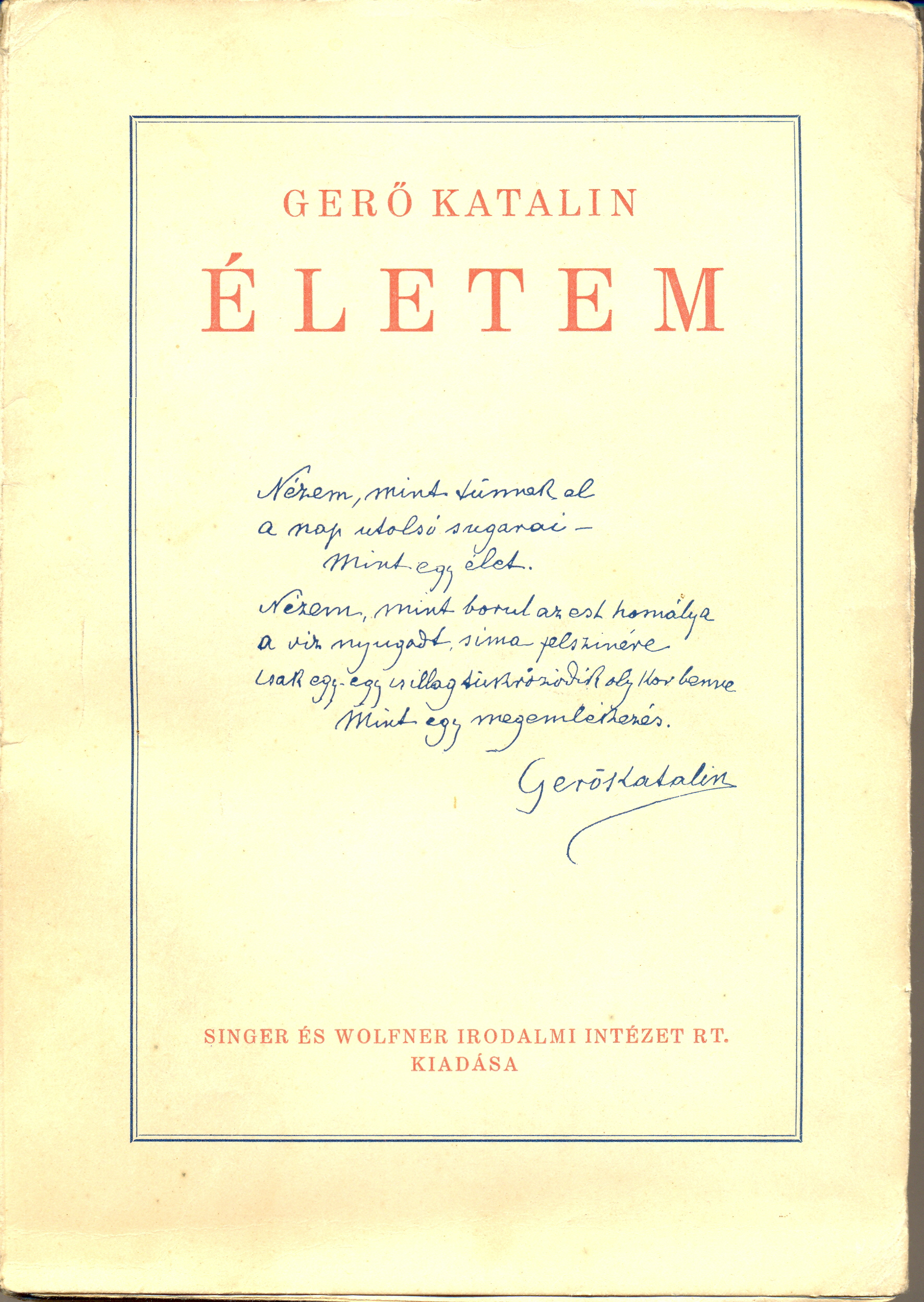
Gerő Katalin: Életem c. könyvének címlapja

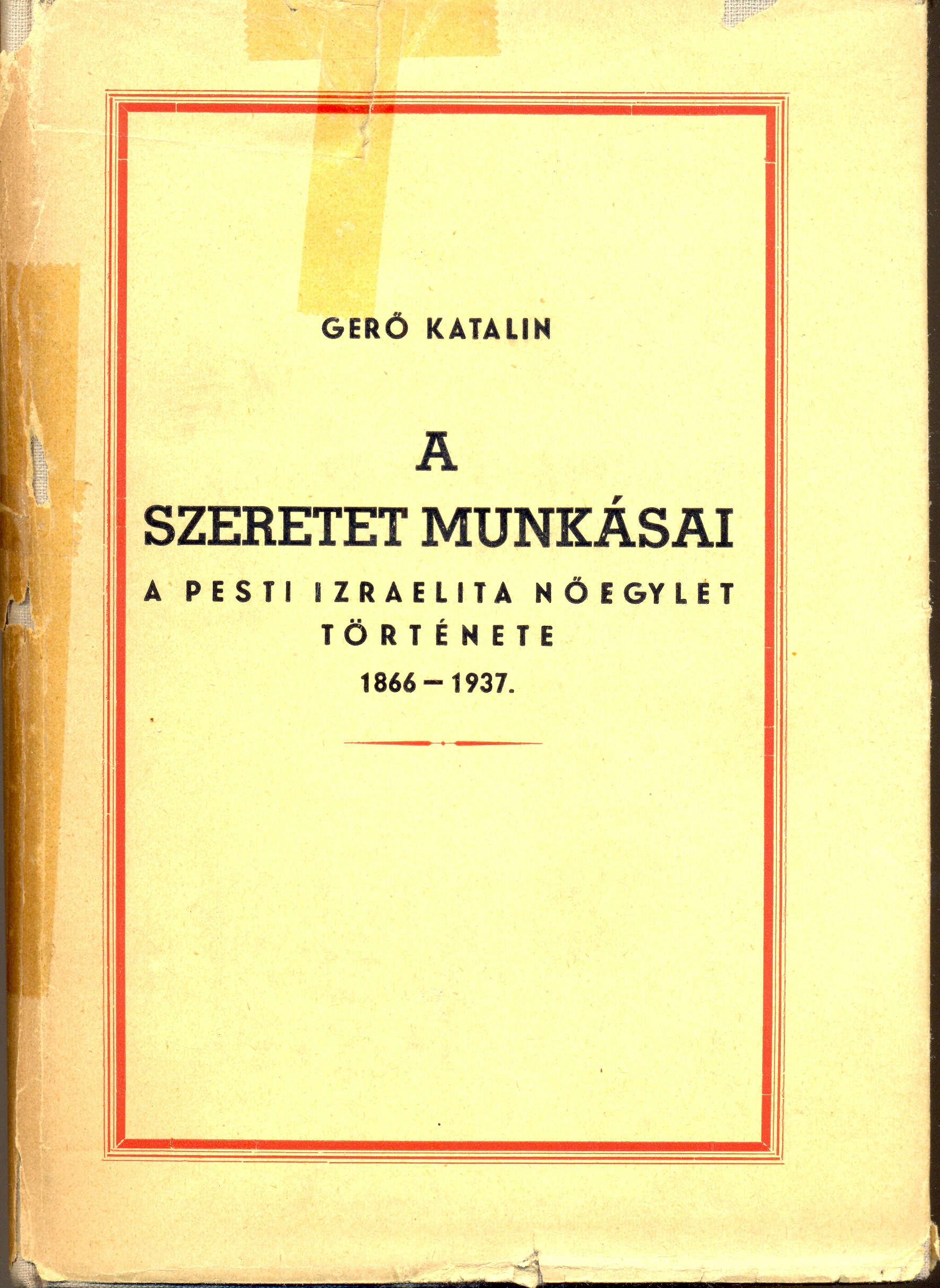
Gerő Katalin: A szeretet munkásai c. művének címlapja

- Életem című, 1929-ben megjelent önéletrajzi regényében[5] – amit Erfülltes Leben címen 1933-ban Németországban[6] és 1942-ben Svájcban[7] is kiadtak – érzékletesen számol be nehéz gyermek- és fiatalkoráról, valamint az árvaházban töltött évtizedekről. Ebben a művében számos leírás található öccsének, Gerő Károly színműírónak munkásságáról és sikereiről, továbbá sógorának, Kalmár Jenő Afrika-kutatónak életéről is. Ezt a művét Benedek Elek ajánlása vezeti be.
- A Pesti Izraelita Nőegylet[8] történetét – benne érintve saját szerepét is – A szeretet munkásai című, 1937-ben megjelent művében foglalta össze.[9]
- Az árvaházban gondozott gyerekek előéletéről, későbbi sorsáról majdani publikálás szándékával gondos feljegyzéseket készített, emellett naplót is vezetett, néhány utazásán szerzett élményeit útleírásban foglalta össze. Mindezek magántulajdonban levő kéziratokban maradtak fenn.